# اوردان آگیره
اوردان آگیره (اسپانیایی: Ordan Aguirre‎؛ زادهٔ ۱۵ فوریهٔ ۱۹۵۵) بازیکن فوتبال اهل ونزوئلا بود.